# Marie Iljašenko

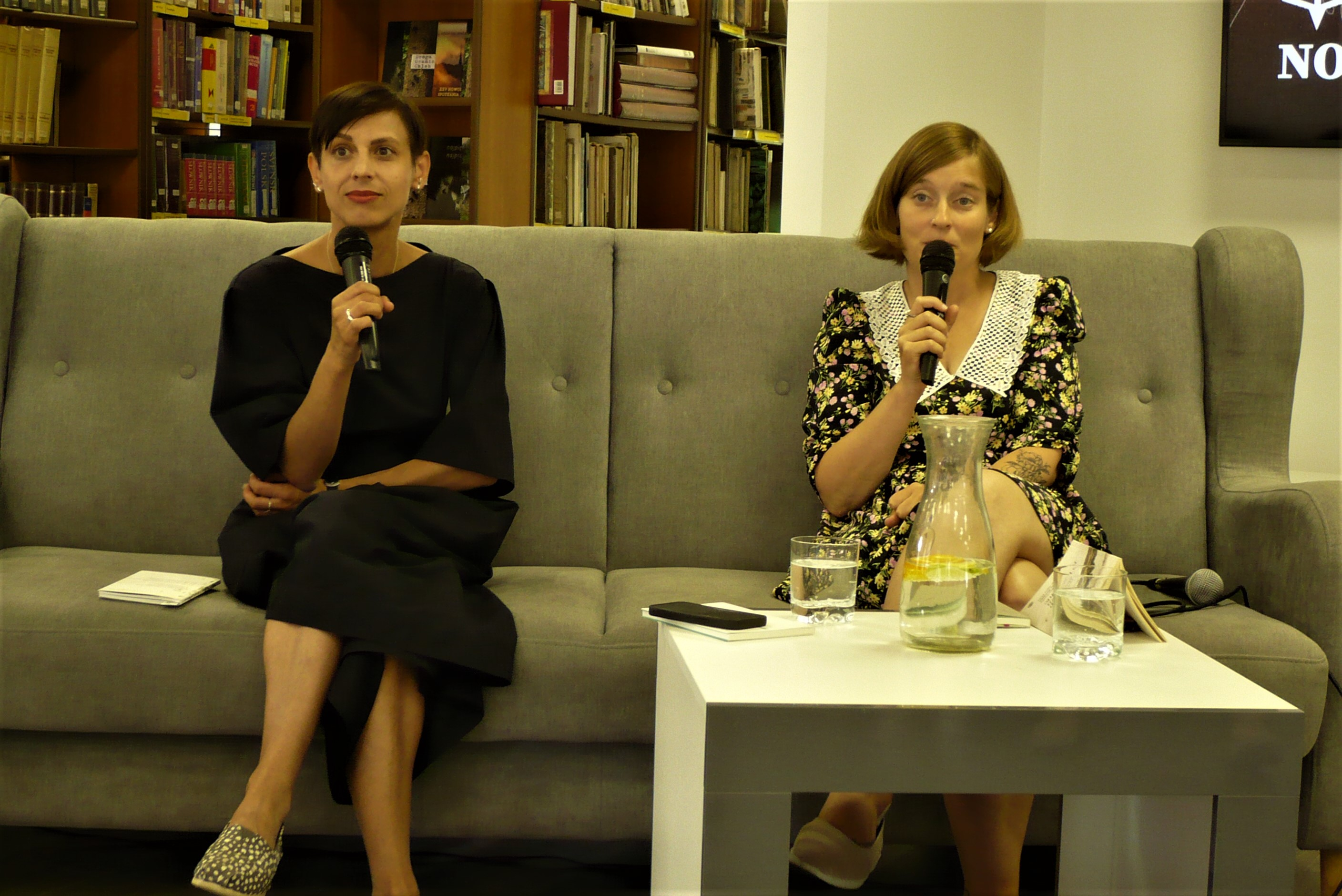
Marie Iljašenko (L), IX Festiwal Góry Literatury, 2023

Marie Iljašenko (ur. 2 grudnia 1983 w Kijowie) – czeska poetka, pisarka i tłumaczka.
Urodziła się w Kijowie, jej ojciec był Ukraińcem, a matka pochodziła z rodziny polsko-czeskiej. W latach 90. XX wieku jej rodzina skorzystała z zaproszenia do powrotu do Czechosłowacji, skierowanego do Czechów wołyńskich i zamieszkała w miejscowości Police nad Metují blisko granicy z Polską.
Studiowała rusycystykę i komparatystykę literacką na Wydziale Filozoficznym Uniwersytetu Karola w Pradze. W ramach komparatystyki literackiej dwa semestry spędziła na Uniwersytecie Adama Mickiewicza w Poznaniu i semestr na Uniwersytecie Gdańskim. Gdańsk częściowo zainspirował jej debiut literacki.
W 2015 roku opublikowała tom wierszy Osip míří na jih (Osip podąża na południe) nominowany do prestiżowej czeskiej nagrody Magnesia Litera za „wkład kulturowy, historyczny i społeczny wpleciony w całą książkę, która opowiada również o tradycjach żydowskich, biblijnych, środkowo i wschodnioeuropejskich”. Książkę na język polski w 2022 roku przetłumaczyła Zofia Bałdyga i Agata Firlej. Kolejny tom poetycki, zatytułowany Sv. Outdoor (Święty Outdoor), ukazał się w 2019 roku. Jej wiersze znalazły się w bardzo udanej antologii czeskich poetek przygotowanej przez Zofię Bałdygę. Brała również udział w projekcie Wiersze w mieście (2022).
Jest autorką opowiadań i eseistką, felietonistką portalu iLiteratura.cz. Za esej Jsem všudejzdejší (Jestem wszędzie w domu).
Tłumaczy z języka ukraińskiego i z polskiego przede wszystkim poezję współczesną. Jako tłumaczka poezji współpracuję z Nagrodą Václava Buriana Olomouc.

## Wybrana twórczość
- Osip míří na jih (Host, 2015)
- Sv. Outdoor (Host, 2019)
- Osip podąża na południe (WBPiCAK, 2022)

### Antologie i zbiory
- Dryák ředěný Vltavou (Městská knihovna v Praze, 2016)
- Nejlepší české básně (Host, 2018; 2019)
- Sąsiadki. 10 poetek czeskich (Wydawnictwo Warstwy, 2019)
- Itt minden tele van zenével. 35 kortárs cseh költő. (Petőfi Kulturális Ügynökség, Budapest, 2021)
- Come Closer. The Biennale Reader (Tranzit, Praha 2022)
- De sombra y terciopelo: Diecisiete poetas checas (1963-1988) (Vaso Roto, 2022)
- Každý ji zná tak bude maskovaná. 66 současných básní o Praze od 56 českých básníků a básnířek (Malvern, Praha, 2022)
- Milá Mácho (Větrné mlýny, 2022)
- Střepy (Český rozhlas, 2022)
- Babylonská věž (Babylon, Praha, 2023)
- Teflon 29, summer - autumn, 2023